# يو إف سي 159
يو إف سي 159: جونز ضد سونين (بالإنجليزية: UFC 159: Jones vs. Sonnen)‏ هو حدث لفنون القتال المختلطة نظمته يو إف سي، أُقيم في 27 أبريل 2013، على مركز الحصافة في نيوآرك، نيو جيرسي، الولايات المتحدة.